# Museo Naval del Perú
El Museo Naval del Perú es un museo naval situado en la ciudad del Callao. Es administrado por la Marina de Guerra del Perú. El museo está principalmente dedicado a la historia marítima del Perú.
Fue creada el 13 de noviembre de 1958 mediante Resolución Suprema e inició actividades el 18 de julio de 1962.
Cuenta con 10 salas de exposiciones destacando la Sala Virreinato, la de la Marina Republicana y la Guerra del Guano y del Salitre. Entre los objetos de la colección se encuentra el mascarón de proa del navío de Nuestra Señora del Triunfo y el cañón de la goleta chilena Covadonga.